# Крымский, Владимир Яковлевич
Владимир Яковлевич Крымский (родился 23 февраля 1959 в Новосибирске) — генерал-майор вооружённых сил Российской Федерации, начальник Рязанского высшего воздушно-десантного командного училища с 17 декабря 2001 по 10 февраля 2008 года, депутат Рязанской областной думы V созыва в 2010—2011 годах, директор Первого Московского кадетского корпуса с 30 декабря 2013 года.

## Биография

### Воинская служба
Родился 23 февраля 1959 года в Новосибирске. Отец — учитель по профессии. В школу пошёл в Омске, но в возрасте 7 лет с родителями уехал в Ташкент: отца направили восстанавливать город после землетрясения. Окончил среднюю школу, с 1976 года работал токарем на Рязанском радиозаводе. С мая 1977 года проходил срочную службу в частях особого назначения Советской Армии, дослужившись до звания старшего сержанта и должности командира взвода.
В августе 1978 года Крымский поступил в Рязанское высшее воздушно-десантное командное училище имени Ленинского комсомола, окончил его в 1982 году (квалификация — офицер с высшим военным образованием, специализация — оперативно-тактическая). С 1982 по 2008 годы проходил службу на командных должностях в воздушно-десантных войсках СССР и РФ, начав службу в Молдавской ССР. Служил командиром взвода 2 года, командиром роты 3 года и командиром батальона 2,5 года. Был командиром 137-го парашютно-десантного полка на протяжении трёх лет, начальником штаба 106-й гвардейской Тульской дивизии на протяжении двух лет.
В 1994 году Крымский окончил Военную академию имени М. В. Фрунзе. Участник боевых действий в Чечне: в январе 1995 года в Грозном его подчинённые деблокировали разоружённый чеченцами мотострелковый батальон. С 17 декабря 2001 года по 10 февраля 2008 года был начальником Рязанского высшего воздушно-десантного командного училища и Рязанского гарнизона. В 2004 году окончил РАГС при Президенте РФ, в 2005 году — высшие курсы при Военной академии Генерального штаба ВС РФ. После ухода из училища был назначен начальником управления физической подготовки и спорта Вооруженных сил Российской Федерации. Уволен в запас 26 февраля 2009 года в звании генерал-майора.

### Политическая карьера
По состоянию на 22 января 2010 года В. Я. Крымский проживал в Туле, был выдвинут кандидатом в депутаты Рязанской областной Думы V созыва по списку ЛДПР. В апреле 2010 года был избран в Рязанскую областную Думу; входил в комитет по вопросам государственного устройства, местного самоуправления и связям с общественными объединениями.
В июле 2011 года досрочно сложил полномочия депутата в знак протеста против деятельности губернатора Олега Ковалёва, которую он подверг обширной критике 20 июля на заседании Рязанской областной Думы. После ухода из Думы Крымский вступил в «Справедливую Россию» в том же месяце и позже баллотировался в Государственную думу Российской Федерации от «Справедливой России», возглавляя предвыборный штаб партии на выборах в Рязанской области. Был доверенным лицом С. М. Миронова как кандидата в Президенты России в 2012 году, в том же году пытался выдвинуться на пост губернатора Рязанской области.
В 2012—2014 годах был председателем Совета регионального отделения «Справедливой России» в Рязанской области. 30 декабря 2013 года был назначен директором Первого Московского кадетского корпуса.

### Семья
Женат, есть две дочери.

## Награды
Отмечен следующими наградами:
- орден Мужества
- орден «За военные заслуги»
- медаль «За боевые заслуги»
- медаль Жукова
- медаль «За воинскую доблесть» I степени
- медаль «За отличие в военной службе» I, II и III степеней
- медаль «За безупречную службу» III степени
- Заслуженный военный специалист Российской Федерации (2007, единственный обладатель этого почётного звания в Рязанском гарнизоне)[1]
- всего более 20 ведомственных наград и знаков отличия[2]